# Pyro Studios
Pyro Studios fue una empresa desarrolladora de videojuegos española fundada en 1996, cuyas oficinas se situaban en Madrid.

## Historia
Fundada en 1996 por Ignacio y Javier Pérez Dolset con el objetivo de desarrollar desde España videojuegos capaces de competir con los desarrollos internacionales, Pyro Studios sacó su primer juego al mercado en 1998, con el título de Commandos: Behind Enemy Lines. Este se convirtió en un superventas (n.º 2 en el mundo ese año, el mayor éxito alcanzado por un videojuego español a nivel mundial) lo que le dio a la compañía un rápido reconocimiento nacional e internacional. El éxito de este título llevó al lanzamiento de una expansión con nuevas misiones llamada Commandos: Beyond the Call of Duty (Commandos: Más Allá del Deber), a pesar de ser una expansión no es necesario el juego original para jugarla.
A raíz del éxito internacional de Commandos: Behind Enemy Lines, la empresa forma tres equipos de desarrollo independientes y se embarca en tres grandes proyectos que acabaron con desigual fortuna.
El primero de ellos, lanzado en octubre de 2001, fue Commandos 2: Men of Courage, que se convirtió en un nuevo éxito, saliendo posteriormente versiones para las consolas PlayStation 2 y Xbox, que fueron un fracaso en ventas.
Más tarde, en febrero de 2003 se produce el lanzamiento, tras numerosos retrasos, de Praetorians, un juego de estrategia en 3D inspirado en las campañas llevadas a cabo por Julio César que funcionó bastante bien en el mercado.
El tercer proyecto, llamado Heart of Stone, que era una ambiciosa mezcla de aventura gráfica y arcade con motor 3D en tiempo real, con la posibilidad de manejar hasta ocho personajes distintos, fue cancelado en el año 2000.
En octubre de 2003, Pyro Studios amplía la saga de estrategia de Commandos con: Commandos 3: Destination Berlin, esta vez sin lograr las cifras de ventas de los títulos anteriores.
Su siguiente lanzamiento sería Imperial Glory, un juego de estrategia histórica basado en los conflictos entre los grandes imperios a principios del siglo XIX.
En primavera de 2006 publicaron a nivel mundial Commandos Strike Force, un juego de acción en primera persona ambientado en la Segunda Guerra Mundial, para los sistemas PlayStation 2, Xbox y PC. Es la última incursión en la saga Commandos hasta la fecha. El juego tuvo duras críticas y las ventas no fueron las esperadas, hecho que provocó la ruptura con Eidos como casa editora.
En 2008 su producción se centraba en el videojuego Cops, que fue cancelado el 19 de diciembre y Planet 51, basada en la licencia de la película del mismo nombre.
En 2012 se fusiona con Play Wireless fundando Pyro Mobile, empresa dedicada al desarrollo de aplicaciones para Smartphones, Tabletas y Redes Sociales.

## Videojuegos
- Commandos
  - Commandos: Behind Enemy Lines
  - Commandos: Beyond the Call of Duty
  - Commandos 2: Men of Courage
  - Commandos 3: Destination Berlin
  - Commandos: Strike Force
- Praetorians
- Imperial Glory
- Planet 51